# Laochenzhen (meteoryt)
Laochenzhen – meteoryt kamienny należący do chondrytów oliwinowo-bronzytowych H 6, spadły 23 lutego 1987 roku w chińskiej prowincji  Henan.  Z miejsca upadku meteorytu pozyskano 14,25 kg materii meteorytowej.